# Rezerwat przyrody Vřesová stráň
Rezerwat przyrody Vřesová stráň (cz. Přírodní rezervace Vřesová stráň) – rezerwat przyrody w Czechach, w kraju morawsko-śląskim, w powiecie Frydek-Mistek, w Mostach koło Jabłonkowa. Powstał w 1990 i obejmuje 7,81 ha powierzchni, na wysokości 525–580 m n.p.m.
Ochronie na terenie rezerwatu podlegają podmokłe łąki (zbiorowisko związku Calthion). Występują tu m.in. storczyk, kukułka szerokolistna, gnidosz leśny, jałowiec pospolity, żarnowiec miotlasty, głóg jednoszyjkowy, kruszyna, brzoza brodawkowata, sosna zwyczajna, modrzew europejski, klon jawor, podrzeń żebrowiec, widłak goździsty i inne.